# USS Sangamon (CVE-26)
USS Sangamon (CVE-26) là một tàu sân bay hộ tống được cải biến từ tàu chở dầu để phục vụ cho Hải quân Hoa Kỳ trong Chiến tranh Thế giới thứ hai. Nó là chiếc tàu chiến thứ hai của Hải quân Mỹ mang cái tên USS Sangamon, và cũng là chiếc dẫn đầu của lớp tàu sân bay hộ tống mang tên nó.

## Thiết kế và chế tạo
Sangamon là một trong số 12 tàu chở dầu thuộc lớp Cimarron được chế tạo theo một thiết kế phối hợp giữa Hải quân và Ủy ban Hàng hải mà sau đó được lặp lại bởi kiểu T3-S2-A1. Ban đầu được đặt lườn như là chiếc Esso Trenton (số hiệu lườn 7 của Ủy ban Hàng hải) vào ngày 13 tháng 3 năm 1939 bởi hãng Federal Shipbuilding and Dry Dock Company tại Kearny, New Jersey; nó được hạ thủy vào ngày 4 tháng 11 năm 1939, được đỡ đầu bởi Bà Clara Esselborn; và được hãng Standard Oil tại New Jersey dùng trong việc vận chuyển dầu từ các cảng trong vùng vịnh Mexico đến khu vực bờ Đông. Nó được Hải quân Mỹ trưng dụng vào ngày 22 tháng 10 năm 1940, được đổi tên thành USS Sangamon và xếp lớp như một tàu tiếp dầu hạm đội với ký hiệu lườn AO-28. Nó được đưa ra hoạt động vào ngày 23 tháng 10 năm 1940 dưới quyền chỉ huy của Thuyền trưởng, Trung tá Hải quân J. H. Duncan.

## Lịch sử hoạt động

### Tàu chở dầu hạm đội
Sau khi phục vụ tại khu vực ngoài khơi Bờ Tây Hoa Kỳ và tại vùng biển Hawaii, Sangamon được cho chuyển sang Hạm đội Đại Tây Dương vào mùa Xuân năm 1941, và trong suốt giai đoạn Tuần tra Trung lập, chuyên chở nhiên liệu từ các cảng dầu trong vùng vịnh Mexico đến các căn cứ tại Bừ Đông, Canada và tại Iceland. Vào ngày 7 tháng 12 năm 1941, khi Mỹ chính thức tham gia Chiến tranh Thế giới thứ hai, nó có mặt tại Căn cứ Hải quân Argentia, Newfoundland, chất nhiên liệu lên bờ. Trong vòng một tuần lễ, nó lên đường hướng về phía Nam tiếp tục vai trò vận chuyển theo một thời biểu sít sao hơn.

### Cải biến thành tàu sân bay hộ tống
Sang đầu năm 1942, Sangamon được chỉ định để cải biến thành một tàu sân bay phụ thuộc. Ngày 11 tháng 2, nó đi đến Hampton Roads. Ba ngày sau, nó được xếp lại lớp với ký hiệu lườn AVG-26; và vào ngày 25 tháng 2, công việc cải biến nó được bắt đầu tại Xưởng hải quân Norfolk.
Trong mùa Xuân và mùa Hè năm đó, nhu cầu về các tàusân bay phụ thuộc, về sau được gọi là tàu sân bay hộ tống, tăng cao. Công việc tiến hành trên Sangamon cùng với ba chiếc tàu chở dầu khác cùng lớp Cimarron và 20 lườn tàu buôn C-3 được tiếp tục đẩy nhanh. Trong tháng 8, Sangamon, chiếc đầu tiên trong lớp tàu sân bay hộ tống của nó đã sẵn sàng. Việc cải biến đã bổ sung một sàn đáp dài 153 m (502 ft) và rộng 24,7 m (81 ft), các thang nâng, một sàn chứa máy bay, một máy phóng, các thiết bị sonar, kho đạn dược dành cho máy bay, các xưởng máy và kho chứa phụ tùng máy bay. Chỗ nghỉ ngơi cũng được mở rộng cho thủy thủ đoàn đông hơn cùng nhân sự của các đội bay. Vũ khí trang bị cho nó được thay đổi thành hai khẩu pháo 127 mm (5 inch), tám pháo phòng không Bofors 40 mm và mười hai pháo Oerlikon 20 mm để tăng cường khả năng phòng không. Vào ngày 20 tháng 8, nó được xếp lại lớp với ký hiệu lườn ACV-26; và năm ngày sau đó được đưa ra hoạt động dưới quyền chỉ huy của Thuyền trưởng, Đại tá Hải quân C. W. Wieber.

### Chiến dịch Torch
Sangamon tiến hành chạy thử máy trong vịnh Chesapeake và ngoài khơi vùng biển Bermuda, rồi quay trở lại xưởng tàu thực hiện các hiệu chỉnh sau thử máy và cải tiến cho hệ thống thông gió. Đến ngày 25 tháng 10 nó di chuyển về phía Đông cùng với Lực lượng Đặc nhiệm 34 để cung cấp sự hỗ trợ trên không cho Chiến dịch Torch, cuộc đổ bộ lên Bắc Phi. Được phân về Lực lượng Hỗ trợ phía Bắc, nó đi đến địa điểm ngoài khơi cảng Lyautey vào ngày 8 tháng 11. Trước và trong khi diễn ra cuộc đổ bộ, cũng như trong các hoạt động sau đó, liên đội không quân phối thuộc cho nó, Liên đội Hỗn hợp 26 (VC-26) thực hiện các phi vụ tuần tra chiến đấu trên không, tuần tra chống tàu ngầm và các phi vụ hỗ trợ hỏa lực cho lực lượng trên bộ. Vào giữa tháng, nó lên đường quay trở về Norfolk, Virginia, và sau khi được sửa chữa, nó lại lên đường hướng đến Panama và rồi sang Thái Bình Dương.

### Chuyển sang Thái Bình Dương
Vào giữa tháng 1 năm 1943, Sangamon đi đến Éfaté thuộc New Hebrides. Là một đơn vị của Hải đội Tàu sân bay 22, nó hoạt động tại khu vực New Caledonia, New Hebrides và quần đảo Solomon trong vòng tám tháng tiếp theo sau. Cùng với các tàu sân bay hộ tống chị em Suwannee và Chenango, nó đã hoạt động bảo vệ cho các đoàn tàu vận tải tăng viện trên đường đi đến Guadalcanal và cho các lực lượng tấn công tiến quân đến quần đảo Russell.
Đại tá Hải quân E. P. Moore tiếp nhận quyền chỉ huy con tàu vào ngày 5 tháng 4 năm 1943. Được mang ký hiệu lườn mới CVE-26 vào ngày 15 tháng 7 năm 1943, Sangamon chuyển căn cứ hoạt động từ Efate sang Espiritu Santo vào tháng 8, rồi đến tháng 9 nó quay về Hoa Kỳ cho một đợt đại tu tại xưởng hải quân Mare Island. Tại đây nó nhận được những thiết bị hiện đại hơn dành cho sàn đáp cùng một trung tâm thông tin hành quân.
Vào ngày 19 tháng 10, Sangamon rời San Diego, California cùng với Liên đội VC-37 trên tàu hướng đến Espiritu Santo. Từ đây nó lại lên đường vào ngày 13 tháng 11, gặp gỡ Lực lượng Đặc nhiệm 53 ngày hôm sau, và vào ngày 20 tháng 10 đi đến quần đảo Gilbert hỗ trợ cho cuộc đổ bộ lên Tarawa. Trong hai ngày đầu tiên của chiến dịch này, máy bay của nó đã tấn công các mục tiêu của đối phương trên hòn đảo. Sau đó, cho đến ngày 6 tháng 12, chúng đảm trách các phi vụ tuần tra chiến đấu trên không và tuần tra chống tàu ngầm bảo vệ cho đội tàu sân bay hộ tống và khu vực mục tiêu.
Chiếc tàu sân bay hộ tống sau đó lên đường hướng về San Diego. Vào đầu tháng 1 năm 1944, nó tiến hành huấn luyện ngoài khơi bờ biển Nam California, và vào ngày 13 tháng 1 lên đường hướng về phía Tây. Đi ngang qua Trân Châu Cảng, nó đi đến địa điểm của hoạt động đổ bộ tiếp theo trên đảo Kwajalein thuộc quần đảo Marshall. Lúc 16 giờ 51 phút ngày 25 tháng 1, Trong một hoạt động không quân thường lệ, một máy bay tiêm kích quay trở về đã không móc được vào dây hãm, xuyên qua các hàng rào chắn, và đâm vào những máy bay đang đậu trên sàn đáp phía trước. Thùng nhiên liệu phụ của nó rơi ra khỏi máy bay trượt ra phía trước và bốc cháy, lan rộng sang những máy bay khác.
Đám cháy lan tràn khắp sàn đáp và bốc cao lên tận cầu tàu, khiến cho việc điều khiển con tàu trở nên rất khó khăn. Nó phải xoay ra hướng gióđể giúp đẩy lui đám cháy. Đến 16 giờ 59 phút, tình hình được kiểm soát. Bảy thành viên thủy thủ đoàn tử nạn trong tám phút sự cố, và trong số 15 người phải nhảy xuống nước để thoát khỏi đám cháy có 13 người được vớt lên và hai mất tích.

### Palaus
Những công việc sửa chữa tạm thời được thực hiện ngoài biển, và từ ngày 31 tháng 1 đến giữa tháng 2, Sangamon hỗ trợ cuộc tấn công và chiếm đóng Kwajalein; rồi nó tiếp tục di chuyển đến Enewetak, nơi máy bay của nó hỗ trợ cuộc đổ bộ từ ngày 17 đến ngày 24 tháng 2. Vào ngày đó, nó rời khu vực quần đảo Marshall quay trở lại Trân Châu Cảng để hoàn tất việc sửa chữa. Đại tá Hải quân M. E. Browder lên tàu vào ngày 1 tháng 3 để thay thế Đại tá Moore chỉ huy con tàu.
Ngày 15 tháng 3, Sangamon rời Hawaii; nó gia nhập Đội Đặc nhiệm 50.15, lực lượng hỗ trợ tàu sân bay nhanh vào ngày 26 tháng 3. Cho đến tháng 4, nó hộ tống cho đội này khi hoạt động ở phía Bắc quần đảo Admiralty để tiếp nhiên liệu và bổ sung cho lực lượng tàu sân bay nhanh sau khi tiến hành các cuộc tấn công tại Palau. Đầu tháng 4, Sangamon rút lui về Espiritu Santo, rồi lên đường đi New Guinea vào giữa tháng. Tạm thời bố trí cùng Hạm đội 7 một thời gian ngắn, nó hỗ trợ cuộc đổ bộ tại Aitape từ ngày 22 đến ngày 24 tháng 4, rút lui về đảo Manus trong hai ngày, rồi quay trở lại khu vực Aitape nơi nó tiến hành tuần tra cho đến ngày 5 tháng 5.
Sangamon sau đó quay về Espiritu Santo, nơi nó lại khởi hành vào ngày 19 tháng 5. Các cuộc tổng dượt cho chiến dịch Mariana được tiếp nối, và vào ngày 2 tháng 6, nó lên đường đi quần đảo Marshall. Gặp gỡ cùng Lực lượng Đặc nhiệm 53 trên đường đi, nó hỗ trợ cho lực lượng này đi đến Kwajalein, và sau đó đến quần đảo Mariana. Từ ngày 17 đến ngày 20 tháng 6, nó hộ tống lực lượng này đi đến khu vực phía Đông Saipan như là lực lượng dự phòng cho Lực lượng Đặc nhiệm 52, vốn tham gia vào cuộc tấn công, và sau đó là chiếm đóng đảo này.
Sau trận chiến biển Philippine, Sangamon được cho tách khỏi Lực lượng Đặc nhiệm 53. Vào ngày 21 tháng 6, nó gia nhập Lực lượng Đặc nhiệm 52, và cho đến tháng 7 tiến hành các hoạt động hỗ trợ cho cuộc chiếm đóng Saipan. Ngày 4 tháng 7, nó khởi hành đi Eniwetok, đến nơi ngày 7 tháng 7, rồi lại lên đường vào ngày 10 tháng 7. Từ ngày 13 tháng 7 đến ngày 1 tháng 8, nó hỗ trợ cho nhóm bắn phá tham gia vào cuộc chiếm đóng Guam. Ngày 4 tháng 8, nó quay trở về Eniwetok, rồi đến ngày 9 tháng 8 tiếp tục đi đến Manus nơi nó buông neo trong gần một tháng.
Vào ngày 9 tháng 9, Sangamon rời cảng Seeadler đi đến Morotai. Tại đây, từ ngày 15 đến ngày 27 tháng 9, nó lại hỗ trợ cuộc đổ bộ của lực lượng Đồng Minh. Sau khi hoàn tất giai đoạn đổ bộ ban đầu, máy bay của nó chuyển sang ném bom và bắn phá các sân bay Nhật tại Halmahera gần đó.

### Philippines
Chiếc tàu sân bay hộ tống lại thả neo tại cảng Seeadler vào ngày 1 tháng 10. Mười hai ngày sau, nó lên đường cùng với Đội Đặc nhiệm 77.4, lực lượng tàu sân bay hộ tống hỗ trợ cho cuộc chiếm đóng Leyte. Đội đặc nhiệm bao gồm 18 tàu sân bay hộ tống, được tách ra thành các đơn vị đặc nhiệm 77.4.1, 77.4.2, và 77.4.3 (được gọi theo tên liên lạc vô tuyến tương ứng là "Taffy 1", "Taffy 2", và "Taffy 3"). Trong chiến dịch, chúng sẽ di chuyển đến phía Đông vịnh Leyte: Taffy 1, trong đó có Sangamon, ngoài khơi phía Bắc Mindanao, Taffy 2 ngoài khơi lối vào vịnh Leyte; và Taffy 3 ngoài khơi đảo Samar.
Trước khi diễn ra cuộc đổ bộ lên Leyte vào ngày 20 tháng 10, Sangamon tung ra các phi vụ thường xuyên hỗ trợ các đơn vị mở đường cho lực lượng đổ bộ, và tấn công các sân bay tại Leyte và Visayan. Đúng ngày 20 tháng 10, máy bay của nó hỗ trợ cho lực lượng đổ bộ và tàu bè của lực lượng vận chuyển. Ngày hôm đó, nó chịu đựng một cuộc không kích của đối phương, bị đánh trúng trực tiếp vào sàn đáp. Quả bom do một máy bay A6M5 Zero tung ra, đã làm thủng một lỗ hổng 2 ft × 6 ft (0,61 m × 1,83 m) trên hông lườn tàu trước khi rơi xuống biển và phát nổ các chiếc tàu sân bay hộ tống khoảng 300 yd (270 m).
Một lần nữa các sân bay đối phương trở thành mục tiêu chủ yếu của Sangamon trong những ngày ngay trước cuộc đổ bộ. Tuy nhiên, vào ngày 24 tháng 10, máy bay của nó phải chống trả nhiều đợt máy bay Nhật Bản bên trên khu vực đổ bộ. Sáng sớm ngày 25 tháng 10, hai tốp máy bay được tung ra: một hướng về biển Mindanao để phát hiện và kết liễu các tàu chiến Nhật còn sống sót sau trận chiến eo biển Surigao, một tốp khác tuần tra chiến đấu trên không về hướng Leyte. Khoảng một giờ sau đó, Sangamon nhận được tin tức về Taffy 3, cách 120 mi (190 km) về phía Bắc, bị tấn công bởi các tàu chiến thuộc Lực lượng Trung tâm Nhật Bản đã đi qua eo biển San Bernardino trong đêm.

### Trận chiến ngoài khơi Samar
Trong vòng nữa giờ, các phi vụ tuần tra chiến đấu của Sangamon đổi hướng về phía Samar, và nó tung ra một nhóm khác nhỏ hơn để hỗ trợ cho đơn vị bị tấn công. Tuy nhiên, không lâu sau đó, lúc khoảng 07 giờ 40 phút, khi máy bay của Taffy 1 được thu hồi, tái vũ trang và lại được tung ra, đơn vị này trở thành mục tiêu cho cuộc tấn công cảm tử kamikaze đầu tiên.
Tàu sân bay hộ tống Santee bị đánh trúng trước tiên, và trong khi sàn tàu và hầm chứa máy bay của nó đang bốc cháy, Suwannee bị tấn công. Hỏa lực phòng không từ chiếc tàu sân bay bắn trúng chiếc máy bay, nên nó đổi hướng sang Sangamon. Một phát đạn pháo 127 mm (5 inch) từ Suwannee kết liễu chiếc máy bay khi chỉ còn cách Sangamon 45 m (50 yard). Đến 07 giờ 55 phút, tàu ngầm Nhật I-56 tham chiến, và trong khi thủy thủ đoàn của Santee dần dần kiểm soát được các đám cháy, nó đã phóng một ngư lôi vào chiếc tàu sân bay hộ tống kém may mắn. Vài phút sau, Suwannee bị một chiếc Zero đánh trúng phía trước thang nâng phía sau.
Trong cuộc chiến đấu căng thẳng, nhiều thành viên thủy thủ đoàn của Sangamon bị thương và có một người thiệt mạng do hỏa lực càn quét. Cuối buổi sáng, khi trận chiến lắng dịu dần, nó gửi các toán y tế đến trợ giúp những người bị thương trên các con tàu bị hư hại, rồi đưa họ quay trở lại tàu mình để chữa trị. Đến giữa ngày, nó gặp trục trặc bánh lái, máy phát điện và máy phóng, nhưng việc sửa chữa đã hoàn tất kịp lúc để có thể tung ra các cuộc tấn công buổi chiều đúng theo kế hoạch. Các phi vụ này nhằm để truy đuổi Lực lượng Trung tâm Nhật Bản đang rút lui.
Vào ngày 26 tháng 10, Sangamon thu hồi những máy bay bị phân tán của nó và lại tung ra các phi vụ tuần tra chiến đấu. Tuy nhiên, đến 12 giờ 15 phút, máy bay đối phương được báo cáo xuất hiện từ hướng Bắc. Nhiều chiếc đã lọt qua được hàng rào phòng không, và Suwanee chịu đựng một cú kamikaze đánh trúng khác. Ngày 29 tháng 10, những chiếc tàu sân bay hộ tống rút lui về tuyến sau.

### Quần đảo Ryukyu
Sangamon buông neo tại cảng Seeadler vào ngày 3 tháng 11. Sáu ngày sau, nó lên đường quay trở về Hoa Kỳ để được đại tu trong xưởng tàu tại Bremerton, Washington từ ngày 30 tháng 11 năm 1944 đến ngày 24 tháng 1 năm 1945, nơi nó được bổ sung giá chứa rocket, một máy phóng thứ hai, thiết bị radar được cải tiến, các khẩu đội 40 mm mới, một thang nâng dành cho bom, và các thiết bị chữa cháy bổ sung. Vào giữa tháng 2, chiếc tàu sân bay hộ tống đi đến vùng biển Hawaii để huấn luyện một liên đội mới, VC-33, bao gồm những máy bay tiêm kích bay đêm. Vào ngày 5 tháng 3, nó tiếp tục đi về phía Tây; và vào ngày 16 tháng 3 Sangamon đi đến Ulithi, nơi nó được tạm thời cho tách ra khỏi đội của mình để gia nhập Đơn vị Đặc nhiệm 52.1.1, một trong số các nhóm tàu sân bay hộ tống hỗ trợ cho giai đoạn tấn công ban đầu cho Chiến dịch Iceberg, cuộc tấn công chiếm đóng quần đảo Ryukyu.
Ngày 21 tháng 3, Sangamon rời Ulithi cùng các con tàu khác vốn được phân vào lực lượng tấn công Kerama Retto. Hộ tống lực lượng trên đường đi, nó hoạt động về phía Nam Okinawa, tung ra các máy bay tuần tra chiến đấu trên không và hỗ trợ lực lượng đổ bộ trong khi Kerama Retto được chiếm giữ. Vào ngày 1 tháng 4, khi các cuộc đổ bộ lên các bãi biển Hagushi của Okinawa diễn ra, nó được điều sang Đơn vị Đặc nhiệm 52.1.3, và do đó tái gia nhập Hải đội Tàu sân bay 22. Tuy nhiên, cho đến ngày 8 tháng 4, nó tiếp tục tung ra các phi vụ hỗ trợ và tuần tra từ một khu vực cácch khoảng 50 mi (80 km) về phía Nam Okinawa.
Ngày 9 tháng 4, Sangamon di chuyển cùng với đơn vị của nó đến một khu vực cách 70 mi (110 km) về phía Đông Sakishima Gunto. Từ đây, máy bay của nó không kích các sân bay tại Miyako và Ishigaki. Được cho tách ra vào ngày 12 tháng 4, nó bắt đầu hỗ trợ cho các lực lượng chiến đấu tại Okinawa, rồi hỗ trợ cho việc chiếm đóng Ie-shima. Vào ngày 18 tháng 4, nó quay trở lại quần đảo Sakishima. Các phi vụ lúc bình minh và hoàng hôn được tung ra hàng ngày, và các phi vụ quấy rối được gửi đến chiến trường trong đêm. Vào ngày 22 tháng 4, tám máy bay tiêm kích và bốn máy bay ném bom trong một phi vụ vào lúc chạng vạng tối đã bắt gặp 25-30 máy bay đối phương đang làm nóng động cơ tại sân bay Nobara, miền Trung Miyako. Bảy chiếc Nakajima Ki-43 "Oscar" tìm cách đánh chặn những máy bay của Sangamon, nhưng cuộc tấn công bị áp đảo. Sau khi cắt bom, các máy bay ném bom được lệnh quay trở lại tàu, trong khi máy bay tiêm kích đối đầu với những chiếc "Oscar" và bắn rơi được năm chiếc. Những máy bay tiêm kích bay đêm của Sangamon được cho hướng tới khu vực này, đến nơi trước khi có thêm bốn máy bay đối phương tiếp tục tham chiến. Những chiếc sau này, vẫn là kiểu "Oscars", bị đối đầu, và hai trong số bốn chiếc bị bắn rơi trước khi trận chiến kết thúc.

### Kamikaze

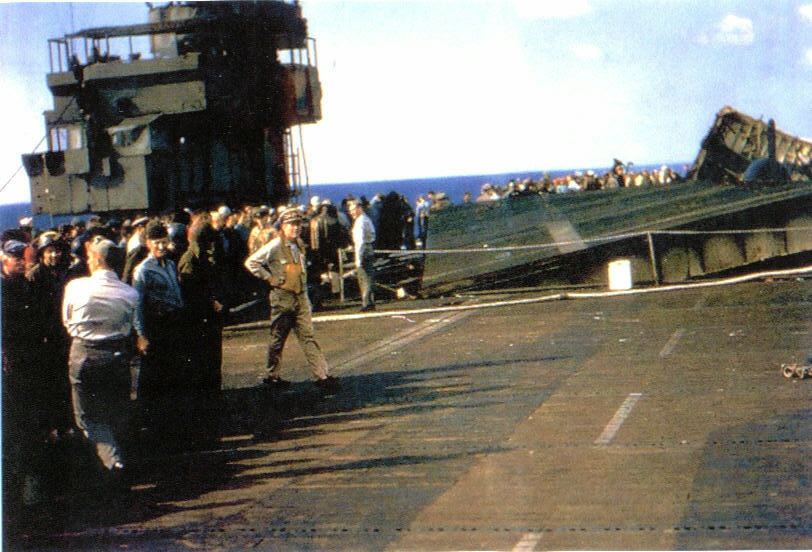
Ảnh chụp Sangamon một ngày sau khi bị máy bay kamikaze tấn công. Cả hai thang nâng đều bị thổi tung do vụ nổ bên dưới. Vào lúc này chỉ còn lại một máy liên lạc vô tuyến duy nhất trên chiếc máy bay duy nhất còn lại, một chiếc F6F Hellcat bị mất gần hết cánh bên phải.

Cho đến cuối tháng 4, Sangamon tiếp tục tung máy bay của nó ra vô hiệu hóa các sân bay Nhật Bản. Vào ngày 4 tháng 5, nó đi đến Kerama Retto để tiếp tế đạn dược. Thường xuyên bị ngắt quãng bởi sự xuất hiện của máy bay đối phương trên màn hình radar, việc tiếp liệu chỉ hoàn tất vào lúc chiều tối. Lúc 18 giờ 30 phút, chiếc tàu sân bay hộ tống lên đường. Tuy nhiên, không lâu sau máy bay Nhật được phát hiện ở cách 29 mi (47 km). Những máy bay tiêm kích đặt căn cứ trên mặt đất hướng đến để đánh chặn máy bay đối phương, và đã bắn rơi chín chiếc; nhưng một chiếc vẫn lọt qua được hàng rào, và lúc 19 giờ 00 bắt đầu lượn vòng về một vị trí phía đuôi mạn trái của Sangamon. Chiếc tàu sân bay bẻ lái gắt sang mạn trái né tránh đối phương và cơ động vào vị trí phóng máy bay. Sau đó nó nổ súng, và được phối hợp bởi các tàu hộ tống. Máy bay đối phương rơi xuống biển ở cách 25 ft (7,6 m) bên mạn phải.
Nhiều máy bay khác tiếp nối theo chiếc thứ nhất. Lúc 19 giờ 25 phút, một chiếc khác vượt qua được hàng rào ngăn chặn, bay vào mây để né tránh hỏa lực phòng không, rồi lại ló ra và tăng tốc hướng đến Sangamon. Lúc 19 giờ 33 phút, chiếc kamikaze thả quả bom của nó ra và đâm ngay giữa sàn đáp. Quả bom và những phần của chiếc máy bay xuyên qua sàn tàu và nổ tung bên dưới, làm tung lửa và mảnh vỡ ra khắp mọi hướng. Thiệt hại ban đầu rất nghiêm trọng, đám cháy bộc phát trên sàn đáp, hầm chứa máy bay và sàn chứa nhiên liệu, việc liên lạc với cầu tàu bị gián đoạn trong 15 phút, và con tàu bị mất kiểm soát.
Sự di chuyển của Sangamon bập bềnh theo hướng gió làm thay đổi hướng lửa và khói, khiến các đám cháy lan rộng. Tuy nhiên, đến 20 giờ 15 phút, việc kiểm soát lái được tái lập, và con tàu được đưa trở lại đúng hướng giúp thủy thủ đoàn chiến đấu chống lại vô số đám cháy lan tràn khắp chiếc tàu sân bay; nhưng áp lực nước đang yếu do đường ống và máy bơm bị hỏng. Những bình chữa cháy carbon dioxide được sử dụng, và các con tàu lân cận đến gần để giúp đỡ. Đến 22 giờ 30 phút, mọi đám cháy đều được kiểm soát. Việc liên lạc với các đơn vị khác được tái lập, thoạt tiên là thông qua hệ thống vô tuyến của tàu khu trục Fullam, sau đó sử dụng một kênh VHF trên chiếc máy bay duy nhất còn lại trên tàu. Đến 23 giờ 20 phút, với tổn thất 11 người thiệt mạng, 25 người mất tích và 21 người bị thương nặng, Sangamon lên đường quay trở về Kerama Retto để sửa chữa tạm thời.
Từ Kerama Retto, Sangamon di chuyển đến Ulithi, rồi tiếp tục hướng đến Trân Châu Cảng và cuối cùng là lục địa Hoa Kỳ. Vào ngày 12 tháng 6, nó về đến Norfolk, Virginia và được tiến hành sửa chữa. Công việc này bị ngừng lại do chiến sự kết thúc vào giữa tháng 8. Được cho ngừng hoạt động vào ngày 24 tháng 10, Sangamon được rút khỏi danh sách Đăng bạ Hải quân vào ngày 1 tháng 11.

## Số phận
Sangamon được bán cho hãng Hillcone Steamship Company, San Francisco, và được bàn giao cho đại diện của công ty tại Norfolk vào ngày 11 tháng 2 năm 1948. Nó trải qua nhiều chủ sở hữu khác nhau trong những năm 1950, và cuối cùng được tháo dỡ tại Osaka, Nhật Bản, bắt đầu từ tháng 8 năm 1960.

## Phần thưởng
Sangamon được tặng thưởng tám Ngôi sao Chiến đấu do thành tích hoạt động trong Thế Chiến II. Ba liên đội không quân phối thuộc cho nó, mỗi đơn vị đều được tặng thưởng Đơn vị Tuyên dương Tổng thống.